# 碇山洋
碇山 洋（いかりやま ひろし、1960年7月 - ）は、日本の経済学者。商学修士。専門は財政学、地域環境管理論。日本財政学会、日本地方自治学会、日本地方財政学会所属。大阪府生まれ。

## 経歴
- 1960年7月：大阪府貝塚市生まれ
- 1991年3月：大阪市立大学経営学研究科後期博士課程単位取得退学[1]。
- 1991年：金沢大学経済学部講師
- 1993年7月：金沢大学経済学部助教授
- 2002年：金沢大学経済学部地域経済情報センター長
- 2004年：金沢大学経済学部教授

## 著書

### 単著
- 『環境からみる私たちの社会』（聖母の騎士社、2007年）

### 編著
- 『「内発的発展」を支える企業家精神：金沢・石川のビジネスキーパーソンに学ぶ』（能登印刷出版部、2010年）

### 共編著
- （佐無田光・菊本舞）『北陸地域経済学：歴史と社会から理解する地域経済』（日本経済評論社、2007年）

### 監修
- （能登印刷出版部編）『異彩を放つ石川の百年企業：永続的発展の秘訣を探る』（能登印刷出版部、2012年）